# Bahnhof Worpswede
Der Bahnhof Worpswede, Bahnhofstraße 17, in der niedersächsischen Gemeinde Worpswede, wurde am Anfang des 20. Jahrhunderts an der Bahnstrecke Bremervörde–Osterholz-Scharmbeck gebaut. Aktuell (2025) wird das Empfangsgebäude Vogeler-Bahnhof als Bahnhof und Restaurant Worpsweder Bahnhof genutzt.
Das Gebäude steht unter Denkmalschutz (siehe auch Liste der Baudenkmale in Worpswede).

## Geschichte
Eine Glasfabrik in der Nähe von Gnarrenburg benötigte dringend Transportmittel, möglichst durch die Bahn.
1907 wurde die Kleinbahn Bremervörde-Osterholz (KBO) gegründet, um das noch zu weiten Teilen unbefestigte Teufelsmoor an den Eisenbahnverkehr anzuschließen. Die Bahnstrecke Bremervörde–Osterholz-Scharmbeck bediente ab 1911 Worpswede. 1978 wurde der reguläre Personenverkehr eingestellt.

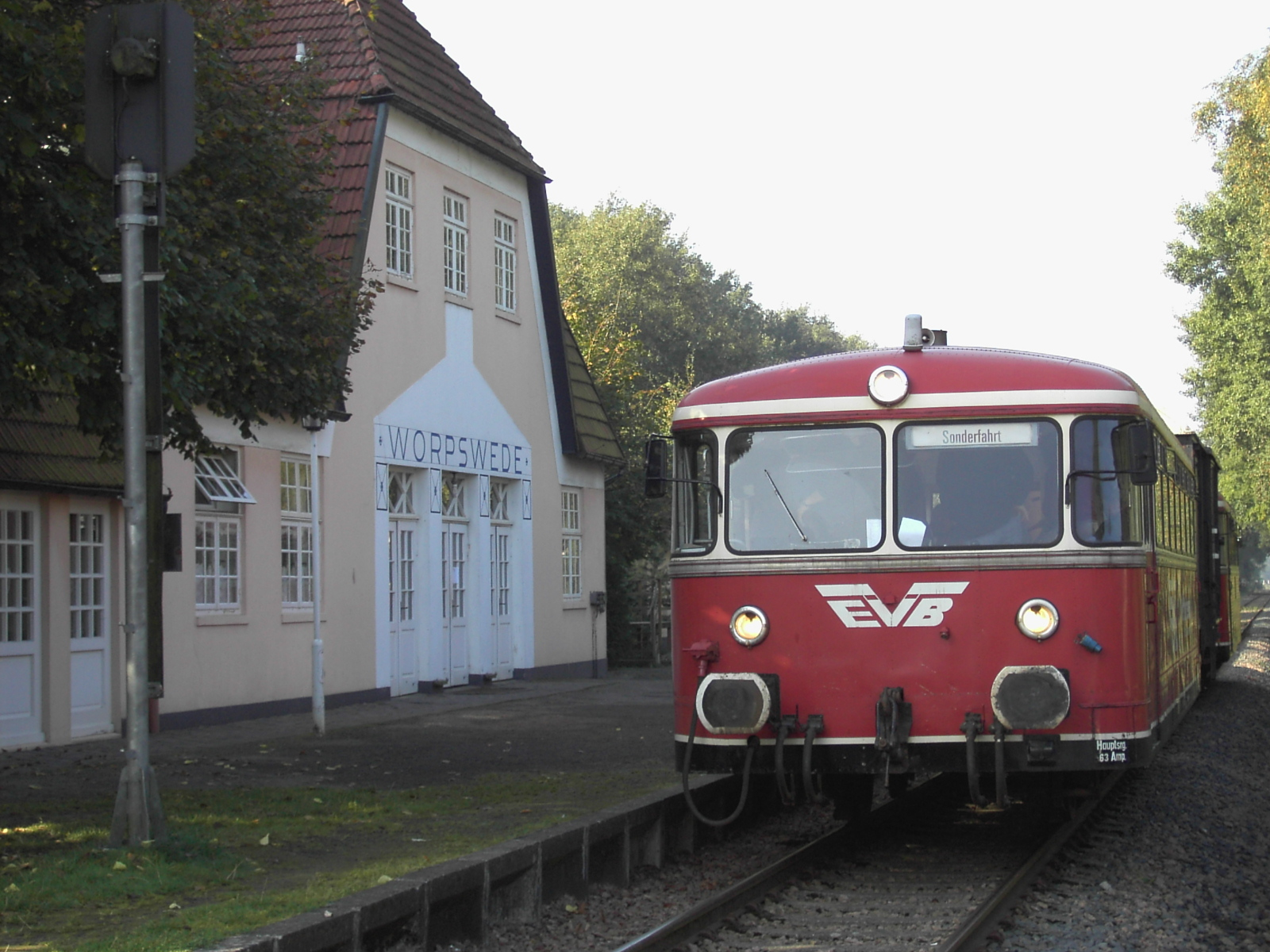
Moorexpress im Bahnhof Worpswede

Die Eisenbahnen und Verkehrsbetriebe Elbe-Weser (EVB) betreiben seit 1981 die Strecke. Seit 2000 gibt es mit dem touristischen Moorexpress saisonal von Mai bis Oktober an Sams-, Sonn- und Feiertagen   Stade über Bremervörde, Gnarrenburg, Worpswede und Osterholz-Scharmbeck nach Bremen Hbf wieder Personenverkehr auf der Strecke.

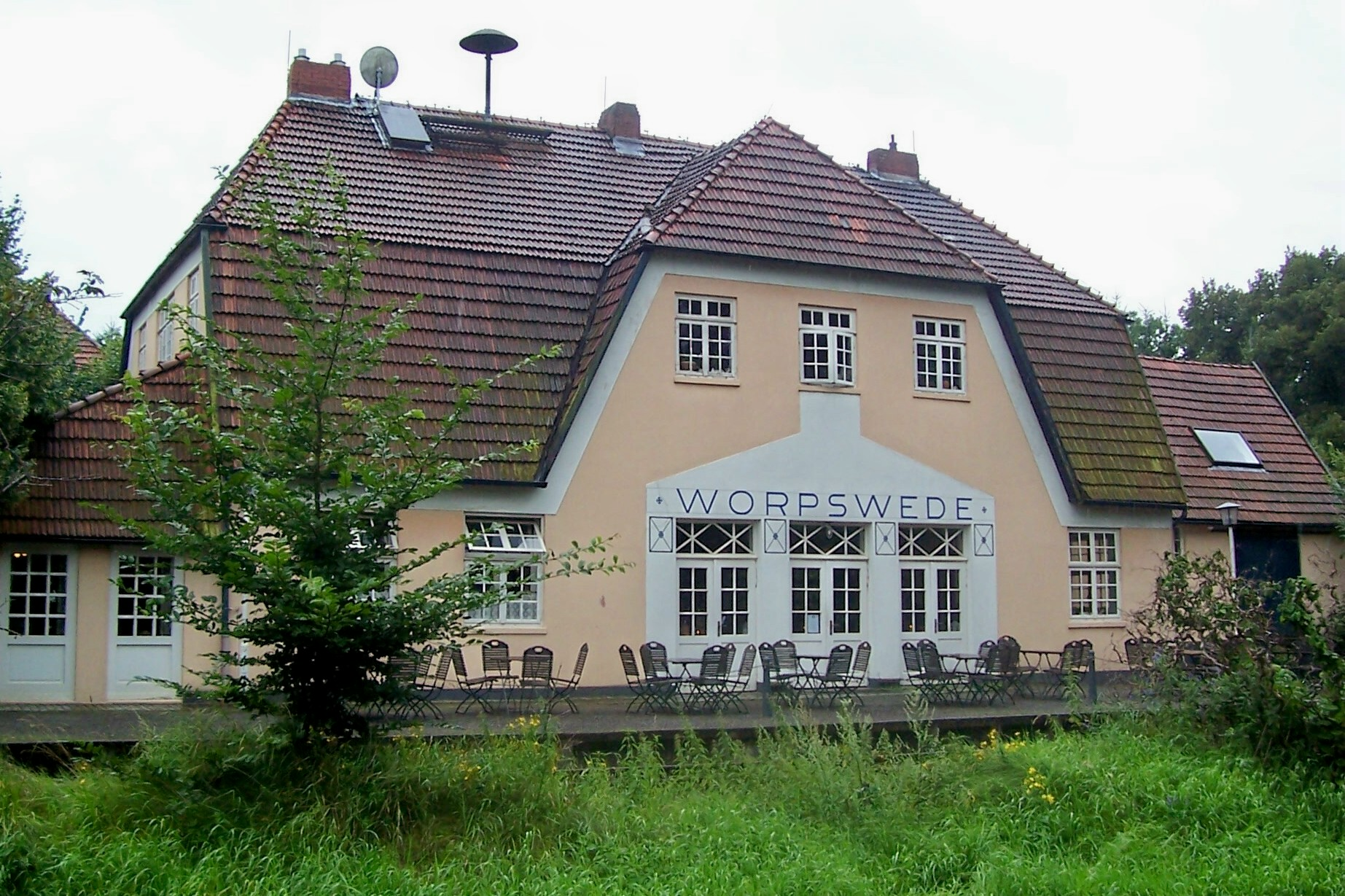
Bahnhof mit Restaurant (2007)

## Empfangsgebäude
Die Worpsweder Künstler waren besonders an einer landschaftsgerechten Gestaltung der Bahnhöfe interessiert.
Das eingeschossige traufständige verputzte Gebäude mit falzziegelgedecktem Mansarddach mit Krüppelwalm wurde 1910 deshalb nach Plänen von Heinrich Vogeler im Stil der Reformarchitektur mit Jugendstilelementen als Empfangsgebäude gebaut. Südseitig eine breite Schleppgaube, nordseitig ein Zwerchgiebel mit Krüppelwalm sowie Sommerwartesaal am Ostgiebel und ein Anbau für Güterabfertigung am Westgiebel. Vogeler entwarf auch die gesamte Inneneinrichtung (Möbel, Kunstwerke und Malereien). 1978 wurde der Bahnhof Worpswede grundlegend renoviert und in seinen Ursprungszustand zurückversetzt. Er beherbergt heute ein Restaurant. Die EVB erwarb das Gebäude nach 2000 von dem Verein Freunde Worpswedes.
Das Landesdenkmalamt befand u. a.: „… orts- und sozialgeschichtlicher, gebäudetypischer, straßen- und ortsbildprägender Zeugniswert …“
Vogeler gehörte zur Gründergeneration der Worpsweder Künstler. Nicht nur als Maler, sondern auch als Architekt hat er u. a. bei den Gebäuden Barkenhoff, Wohnhaus Bergstraße 18, Wohnhaus Bahnhofstraße 13 und Wohnhaus Bergstraße 9 gewirkt.